# Sovrintendente principale

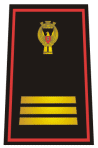
L'insegna per spallina (del giaccone o del maglione a V) di sovrintendente principale (ora di sovrintendente capo) della Polizia di Stato

Sovrintendente principale è stata una qualifica della Polizia di Stato, del Corpo di polizia penitenziaria e del Corpo forestale dello stato. Tale qualifica, che era la terza qualifica dei sovrintendenti venne abolita nel 1995 e ridenominata sovrintendente capo, qualifica che fino ad allora era stata la più alta tra i sovrintendenti, in conseguenza dell'introduzione della nuova qualifica di sovrintendente superiore, che divenne da allora la nuova qualifica apicale dei sovrintendenti.
Dal 1981 al 1995 la gerarchia del ruolo sovrintendenti della Polizia di Stato era stata la seguente:
1. vice sovrintendente (qualifica base). Distintivo di grado con un "binario" dorato
2. sovrintendente (seconda qualifica). Distintivo di grado con due "binari" dorati
3. sovrintendente principale (terza qualifica). Distintivo di grado con tre "binari" dorati
4. sovrintendente capo (qualifica apicale). Distintivo di grado quattro "binari" dorati (attualmente con tre "binari")